# Sándor Bíró
Sándor Bíró także Sándor Bier (ur. 19 sierpnia 1911 w Füzesabony, zm. 7 października 1988 w Budapeszcie), węgierski piłkarz, obrońca. Srebrny medalista MŚ 38. Długoletni zawodnik Hungárii.
Piłkarzem Hungárii został w 1933. i szybko stał się ważną częścią zespołu. Dwukrotnie zdobywał tytuł mistrza Węgier (1936, 1937). Grał także w Újpescie, karierę jednak zakończył w 1949 właśnie w Hungárii, funkcjonującej pod nazwą MTK. W reprezentacji Węgier zagrał 54 razy. Debiutował w 1932, ostatni raz zagrał w 1946. Podczas MŚ 38 zagrał we wszystkich czterech spotkaniach Węgrów w finałach.